# Человек с Запада (фильм, 1940)
«Человек с Запада» (англ. The Westerner; 1940) — художественный фильм Уильяма Уайлера в жанре вестерн, вышедший на экраны в 1940 году. Экранизация рассказа Стюарта Н. Лейка.

## Сюжет
Коул Харден приезжает в маленький городок в Техасе, где правит Рой Бин, самозванно объявивший себя судьёй. Бин хочет повесить Хардена по обвинению в конокрадстве, но передумывает, узнав, что тот знаком с боготворимой им актрисой Лилли Лэнгтри. Когда начинается конфликт между скотоводами во главе с Бином и гомстедерами, Харден встаёт на сторону гомстедеров.

## В ролях
- Гэри Купер — Коул Харден
- Уолтер Бреннан — судья Рой Бин
- Дорис Дэвенпорт — Джейн Эллен Мэтьюс
- Фред Стоун — Калифет Мэтьюс
- Форрест Такер — Уэйд Харпер
- Пол Хёрст — Куриная Нога
- Чилл Уиллс — Юго-Запад
- Лилиан Бонд — Лили Лэнгтри
- Дэна Эндрюс — Ход Джонсон
- Чарльз Хэлтон — Морт Борроу
- Хейни Конклин — кассир-билетёр (в титрах не указан)

## Награды
- 1941 — премия «Оскар» за лучшую мужскую роль второго плана (Уолтер Бреннан), а также две номинации: лучший литературный первоисточник (Стюарт Н. Лейк) и лучшая работа художника-постановщика (Джеймс Басеви).